# Aristida longiseta
Aristida longiseta là một loài thực vật có hoa trong họ Hòa thảo. Loài này được Steud. mô tả khoa học đầu tiên năm 1854.